# CANAL+ Cupen
CANAL+ Cupen, är en årlig svensk cup i fotboll för 16-åriga distriktspojklag. Finalen 2006 spelades mellan Örebro och Stockholm på Behrn Arena i Örebro, där Örebro vann med 6-5 efter straffar.